# Marsovská dopravní infrastruktura

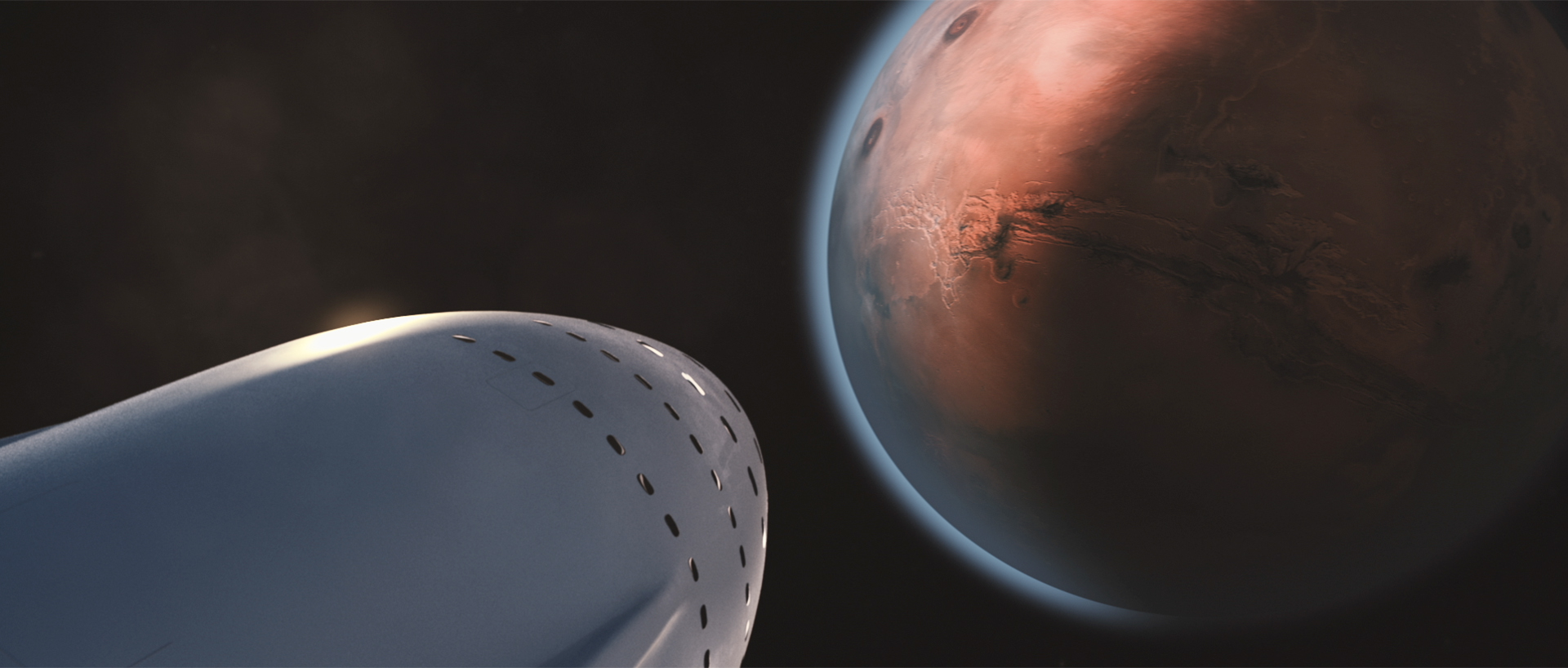
Umělecká představa lodi ITS přilétající k Marsu

Elon Musk a SpaceX navrhli vývoj marsovské dopravní infrastruktury, aby byla usnadněna kolonizace Marsu. Koncept zahrnuje plně znovupoužitelnou nosnou raketu, automatické nákladní lodě, pilotované lodě a využití zdrojů dostupných na Marsu pro výrobu paliva (ISRU). SpaceX má za cíl vyslat první pilotovanou výpravu k rudé planetě v roce 2024.
Od října 2017 je klíčovým prvkem infrastruktury raketa BFR, přezdívaná též jako „Big Falcon Rocket“ nebo „Big Fucking Rocket“. Jedná se o dvoustupňovou raketu, u které druhý stupeň tvoří samotná kosmická loď schopná letu k Marsu. Aby bylo dosaženo velkého užitečného zatížení, je loď nejprvne vynesena na nízkou oběžnou dráhu Země, kde je pomocí několika nákladních lodí dotankována a až poté se vydá k Marsu. Po přistání na Marsu je loď dotankována palivem vyrobeným přímo na místě, aby se mohla vrátit zpět na Zemi. Předpokládaná nosnost BFR k Marsu je minimálně 100 tun.
SpaceX zamýšlí soustředit své zdroje na přepravní část kolonizace Marsu, včetně návrhu Sabatierovy jednotky, která bude nasazena na Marsu, aby syntetizovala metan a tekutý kyslík jako raketové pohonné látky z atmosférického oxidu uhličitého a vodního ledu. Muskův plán tak předpokládá, že se do kolonizace zapojí další subjekty, ať už státní, nebo soukromé.

## Historie
Již v roce 2007 se Elon Musk vyjádřil, že kolonizace Marsu je jeho osobní cíl, ačkoliv tuto myšlenku měl už v roce 2001 a z tohoto důvodu v roce 2002 založil SpaceX. Kusé informace o koncepci mise byly uvolňovány mezi lety 2011 a 2015 a předpokládaly první let nejdříve v roce 2020. Upřesněné plány z roku 2016 počítaly s prvními lidmi na Marsu nejdříve v roce 2025.
V rozhovoru z roku 2011 Musk uvedl, že doufá, že v příštích deseti až dvaceti letech vyšle lidi na povrch Marsu. Na konci roku 2012 uvedl, že si představuje kolonii čítající desítky tisíc lidí, přičemž by první kolonisté měli dorazit nejdříve v roce 2020.
Vlastní vývoj začal před rokem 2012, kdy SpaceX navrhla raketový motor Raptor, který má být hlavním motorem jak pro raketu, tak i pro kosmickou loď na cesty k Marsu. Vývoj raketového motoru je jednou z nejdelších dílčích vývojových prací na nové raketě.
V říjnu 2012 musel Musk vypracoval podrobný plán na dvoustupňovou opakovaně použitelnou raketu s nosností výrazně vyšší, než jsou nosnosti Falconu 9, nebo Heavy, na jejichž vývoj SpaceX vynaložila několik miliard amerických dolarů. Musk ale naznačil, že o něm až do roku 2013 nebude veřejně mluvit. V červnu 2013 Musk uvedl, že veřejné obchodování s akciemi SpaceX nezačne dříve, než začnou pravidelné lety na Mars.
V srpnu 2014 média spekulovala, že počáteční letové zkoušky nosné rakety by mohly přijít už v roce 2020, nicméně, jakoukoliv kolonizaci v blízké budoucnosti neočekávala.
V lednu 2015 Musk uvedl, že doufá, že do konce roku 2015 zveřejní „úplně novou architekturu“ systému pro kolonizaci Marsu. Plány se ale do prosince 2015 změnily a oznámení se přesunulo na rok 2016. V lednu 2016 Musk řekl, že doufá, že architekturu popíše na 67. mezinárodní astronautické konferenci v září 2016. Musk v červnu 2016 uvedl, že první bezpilotní let MCT (Mars Colonial Transporter) je plánován v roce 2022 a o dva roky později by mohl letět již pilotovaný MCT. V polovině září 2016 Musk poznamenal, že už dál nebude používat název MCT, protože systém by mohl létat i „daleko za Mars“ a že je potřeba vymyslet nové jméno. Jako nové jméno se začalo používat ITS (Interplanetary Transport System - Meziplanetární dopravní systém).
Na Mezinárodním astronautickém kongresu 27. září 2016 Elon Musk odprezentoval podstatné podrobnosti o návrhu ITS, včetně rozměrů, konstrukčních materiálů, počtu a typu motorů, nosnosti a o infrastruktuře, kterou bude třeba vybudovat na Zemi i na Marsu. Musk také představil vizi, kdy by se do kolonizace Marsu mělo zapojit více soukromých a státních organizací, které by využívaly představený systém dopravy, který by měl být díky výrazně nižším nákladům dostupnější pro co nejširší okruh zájemců. Představil také potenciální možnost použít ITS pro dopravu i na jiná místa Sluneční soustavy, včetně měsíců Jupiteru a Saturnu.
Na konferenci o rok později Musk představil novou menší verzi ITS, která zároveň získala nové jméno BFR. Menší verze měla být snadněji realizovatelná. Nosnost 150 tun na nízkou oběžnou dráhu, v případně dotankování i dál, by byla ale pořád nejvyšší v historii. Aktualizovány byly i informace o samotných motorech Raptor, které budou mít menší tah, než se původně předpokládalo a na nosiči jich bude také méně. Realizaci BFR by mělo pomoci i využití k vynášení nákladu na nízkou oběžnou dráhu Země, zásobování ISS, lety k Měsíci, případně i doprava cestujících na velké vzdálenosti na Zemi.
V září roku 2018 uspořádalo SpaceX tiskovou konferenci, na které vystoupil Elon Musk, ředitel SpaceX, a Jusaku Maezawa, který se má stát prvním turistou, který obletí Měsíc. Na konferenci zaznělo jen pár novinek ohledně vývoje BFR. Výška celé rakety vzrostla na 118 metrů, na vesmírné lodi přibyla dvě polohovatelná zadní křídla, plus třetí pro zajištění symetrie, protože v křídlech jsou umístěné přistávací nohy. Nově se nemluví o nosnosti 150 tun, ale o nosnosti minimálně 100 tun na LEO, po dotankování i na Mars. V roce 2023 by měla BFR dopravit Jusaku Maezawa, který zaplatil tuto cestu kolem Měsíce, a dalších až osm umělců, které Maezava vybere a cestu jim zaplatí, aby mohli vytvořit umělecká díla s měsíční tematikou. Let nese název dearMoon.

## Podrobnosti
Návrhy SpaceX týkající se Marsu se v průběhu let měnily a bylo o nich k dispozici jen velice málo informací. Jasno do toho vnesla až konference v roce 2016, kde byly představeny důležité části systému dopravy na Mars.

### Přehled a hlavní prvky
Architektura představená v roce 2016 se skládá z několika prvků, které jsou podle Muska klíčové k tomu, aby bylo možné kolonizaci Marsu uskutečnit:
- Nový plně znovupoužitelný nosič s velkou nosností, který se skládá z prvního stupně a kosmické lodě, která tvoří zároveň i druhý stupeň. Kosmická loď je rozdělena na několik verzí: pilotovaná, nákladní a tankovací. Spojení druhého stupně a kosmické lodi je neobvyklé, ale umožní snazší znovupoužitelnost.
- Doplňování paliva na oběžné dráze, které umožní, aby veškerá nosnost byla využita k vynesení nákladu na nízkou oběžnou dráhu. To přináší výhodu v tom, že ITS neztrácí nosnost v závislosti na vzdálenosti cílové destinace, protože po dotankování na LEO má loď znovu dostatek energie.
- Výroba pohonných hmot přímo na Marsu pro zpáteční cestu výrazně sníží množství paliva, které je nutné vozit ze Země.
- Správná volba paliva. Kombinace metanu (CH4) a kyslíku (O2) byla vybrána, protože má lepší vlastnosti než kombinace leteckého petroleje a kyslíku, je cenově dostupná a toto palivo je možné vyrábět přímo na Marsu. Metan je vhodnější i z hlediska znovupoužitelnosti.

### Nosič
SpaceX uvedl, že je třeba zcela nový super těžký nosič, který bude zcela znovupoužitelný a bude tvořen prvním stupněm a druhým stupněm, který bude zároveň tvořit i kosmickou loď. Současná verze představená v roce 2017 počítá se čtyřmi částmi, které budou tvořit BFR: první stupeň BFR, kosmická loď, tanker a verze pro vynášení satelitů.
První stupeň je navrhnutý tak, aby umožnil vynášení minimálně 100 tun na LEO v plně znovupoužitelném režimu. Návrh z roku 2017 měl nosnost až 150 tun na LEO v plně znovupoužitelném režimu, případně až 250 tun, pokud by první stupeň nepřistával. Původní návrh z roku 2016 počítal s nosností 300 tun v plně znovupoužitelném režimu, případně 550 tun bez znovupoužitelnosti.
Všechny části nosného systému budou poháněny motory Raptor, které používají kombinaci metanu a kyslíku. Palivové nádrže by měly být samotlakovací, tím, jak se bude rozpínat palivo. To umožní vynechat tlakovací plyn, jako který se běžně používá helium.
Celý nosič je plně znovupoužitelný a využívá technologie vyvinuté a používané u raket Falcon 9 a Falcon Heavy.

### Pilotovaná kosmická loď
Kosmická loď má hlavní konstrukci tvořenou uhlíkovými vlákny a je poháněna motory Raptor. Původní návrh počítal s devíti motory, ale současný návrh z roku 2017 má jen šest motorů.
První lety k Marsu by měly sloužit hlavně k dopravě materiálu s malou posádkou. Doba přeletu k Marsu by měla být 80 až 150 dní v závislosti na startovacím okně. Energii budou dodávat solární panely, které v původním návrhu z roku 2016 měly produkovat až 200 kW. Tepelný štít tvoří materiál PICA 3.0, který by měl umožňovat znovoupoužitelnost. Při přistání na Marsu by mělo být maximálně využito brzdění o atmosféru a použití motorů by mělo přijít až v závěru přistávacího manévru.
Počáteční testy lodi by mohly začít nejdříve na konci roku 2019 a to ještě bez použití prvního stupně a případně i bez tepelného štítu.

### Tanker a nákladní loď
Klíčovým prvkem návrhu BFR je kosmická loď sloužící pouze k dopravě paliva. Tato loď se na nízké oběžné dráze Země spojí s již předem vynesenou pilotovanou, nebo nákladní lodí a dotankuje ji. K plnému dotankovaní k cestě na Mars bude třeba pět tankovacích letů, ale díky znovupoužitelnosti by i na takovou operaci mohl stačit jeden tanker, protože by po každém dotankování vstoupil zpět do atmosféry, přistál, byl natankován a spojen s prvním s stupněm a znovu odstartoval.
V počáteční fázi by se jako tanker měla používat klasická nákladní verze, která ale neponese žádný náklad. Později by měla být vytvořena verze lodě určená čistě pro dopravu paliva.

### Tankování na Marsu
Další důležitou součástí, která má zajistit snížení nákladů na lety k Marsu je vybudování a provoz zařízení na povrch Marsu, které bude vyrábět a skladovat pohonné hmoty potřebné pro návrat lodě zpět na Zemi. Technologii k výrobě paliva by měla nést hned první loď, která se k Marsu vydá a později by mělo docházet k postupnému rozšiřování.
Jako zdroj by měly sloužit velké zásoby oxidu uhličitého z atmosféry a vody z podpovrchového ledu. Suroviny budou zpracovány pomocí elektrolýzy a Sebatierovým procesem, jejímž výsledkem bude molekulární kyslík (O2) a metan (CH4), který bude pro snadnější skladování zkapalněn.